# Lampadomancja

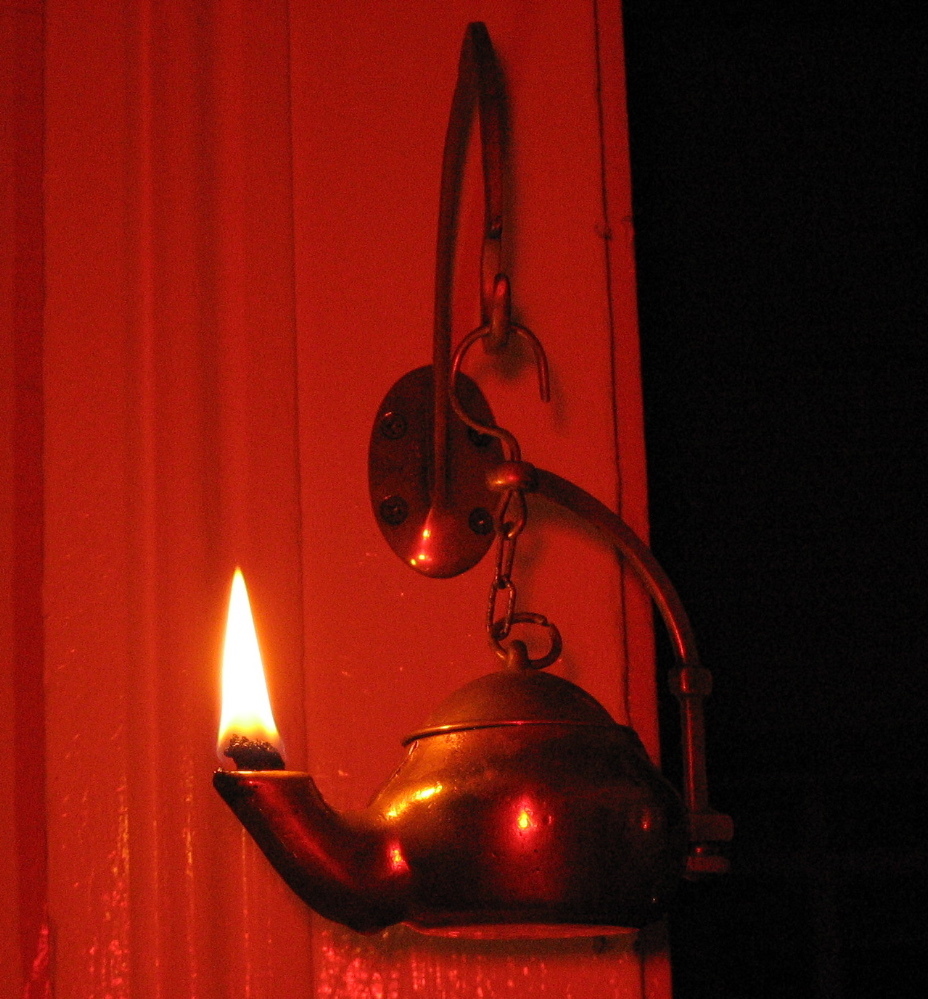
Włoska lampa oliwna z XIX w.

Lampadomancja (gr. lampas [lampad-], 'światło', manteía, 'wróżenie') – wróżenie z lampy oliwnej, płomienia świecy lub pochodni. 
Jest to metoda służąca do czytania prostych, ogólnych wróżb dotyczących wydarzeń pozytywnych lub negatywnych i zazwyczaj polega na obserwacji zachowania płomienia – jego trzaskania, przygasania, podziału na dwa, wyginania się czy wydzielania iskier. Metodę tę opisują w ten sposób Wergiliusz, Horacy, Apulejusz i Propercjusz. Była to metoda popularna również w starożytnym Egipcie. Płomień z jedną końcówką był uznawany za szczęśliwą wróżbę, płomień podzielony na dwa przepowiadał pecha, wyginający się promień wróżył chorobę, a nagłe zgaśnięcie ognia uznawano za zapowiedź katastrofy.